# Мощене
Моще́не — село в Гайворонській громаді Голованівського району Кіровоградської області України. Населення становить 450 осіб станом на 1 квітня 2025 року.
Село розташоване за 13 км на схід від Гайворона.

## Історія
Дослідники вважають, що село виникло у XVIII столітті.
Назва населеного пункту походить від «мощеної (обкладеної каменем) криниці», яку було викопано за вказівкою власника села графа Потоцького. Коли він проїжджав великою транзитною дорогою Умань-Балта, тут зупинявся і йому сподобалась за смаковими якостями джерельна водиця. Тому й повелів облаштувати джерело. Збереглась криниця до наших днів. Спочатку біля криниці було збудовано шинок, а згодом біля нього утворилось поселення Мощена.
У XIX ст. село перейшло у власність А. Лопушанського, а від нього до польського поміщика Рудницького, який заборгував Київському земельному банкові, і маєток, який був у заставі за взятий кредит, купили відомі меценати Богдан та Варвара Ханенки.
На початку XX ст. село оточував дубовий ліс. Місцеві старожили розповідали, що тут спочатку проживали шляхтичі, які чумакували і не освоювали ніяких ремесел. Хоч на околицях Мощеного ріс липовий ліс, з деревини якого можна було виготовляти побутові предмети, зокрема ложки, веретена. А такі вироби вигідно було збувати у донських степах. Тому шляхтичі почали запрошувати в село циганів — ремісників, за якими прибула і численна їх рідня. Утворився циганський табір. Граф Ярослав Потоцький нових поселенців поступово закріпачив.
Перший храм збудували у 1781 р., другий — 1872 р. У 30-х роках минулого століття церкву було закрито і через деякий час зруйновано. Після здобуття Україною незалежності, віруючі Мощеного утворили церковну громаду. За сприяння колишнього сільського голови Сергія Антоновича Кармаліцького було виділено приміщення, яке переобладнано під церкву. Нині тут відбуваються Богослужіння і здійснюються церковні обряди.
Церковнопарафіяльна школа відкрита у 1865 р. А в 1892 р. паном Ханенком збудовано для школи окреме приміщення, яке збереглось до наших днів.
Церковно–парафіальна школа відкрита в 1865 р. Викладання вів церковнослужитель Лебідь. У 1892 р. Варвара Ханенко (минула ключниця) ставши дружиною пана Ханенка, отримала від нього подарунок — цегельний завод. У 1903 побудувала школу в с. Мощене з цегли червоного кольору з ініціалами власниці В. Х. Приміщення збереглося до нинішнього часу (місце сільської церкви). Пізніше було побудовано громадську школу на кошти громади та земства. Будівля мала вигляд букви Г директором у 1937—191 рр. був Козлік Вініамін, який розстріляний у роки війни, а навчання припинено. У примішені школи поселився каральний загін Гайворонського району. Німецький офіцер Шульц розвалив одне крило будівлі і біля панського ставка розпочав спорудження власного будинку який був незавершений в зв'язку з визволенням села . 10 березня 1944 р. коли німців вигнали із села поступово почалось відновлюватися навчання в школі.
Директором стала Сюзанна Василівна (вчитель географії і природознавства). Працювали 14 вчителів. В  1946 р. директором став Костюк Ф. С. 3 липня 195 р.. Попова  М І. Вчителі: Слободяник Ф.М, Настенко А. П., Шафранська О. К., Гречанюк Л. Л., Куценко О. І., Кострікіна М. Ф., Нікітчук Н. К., Сніжинська Н. І.
3 Вересня 1955 по серпень 1979 навчальним закладом керував Міщанюк В. Г.
Контингент учнів:
1955—199 учнів 15 випускників; 1956—198 учнів 10 випускників; 1957—200 учнів
15 випускників ;1958 р -203 учні 18 випускників ;1959 р -193 учні 12 випускників; 1960—218 учнів
10 випускників; 1961 р -228 учнів 23 випускника; 1962—220 учнів 22 випускників; 1965—181 25 випускників; 1966—196 учнів 28 випускників; 1967—191 учнів 30 випускників; 1968—182 учні 29 випускника; 1969—160 учнів 17 випускників. За період з 1955 по 2005 школу закінчили близько тисячі учнів. Директорами працювали Ганул Н. А., Навроцька Р. С., Муржак П. С., Чабанюк Н. А.(з 1988 і до цього часу).
Понад 300 жителів брали участь у Другій Світовій війні, 117 — загинуло. 9 травня 1954 р. споруджено пам'ятник полеглим воїнам, що визволяли Мощене від фашистських загарбників.
Тривалий час Мощене і сусіднє с. Тополі були об'єднані в одну територіальну громаду. Центральна садиба колгоспу ім. Крупської знаходилася у с. Мощене. Колгосп очолювали Л. Й. Радзієвський, М. М. Зімовський, Ю. Д. Трохимчук, Ф. Я. Першогуба, М. С. Сіденко, Ф. П. Плаксій, Д. Ю. Лихенко, В. К. Тищук.
У 1930 та 1938 рр Радзієвським Л. Й. було написано донос та постановою Трійки НКВД розстріляно вісім його односельчан 6 травня 1938 року, а саме: Болецького Г.І, Юрченко Н.С, Трофимчука П.К, Бойко І.А, Бойко Ф.Г, Сходзінського І.С, Дерев'янко П.С, Олейника П. М. Зведення наклепу полягало у тому, що вищеназвані особи не хотіли вступати до колгоспу та були розкулачені за невиконання твердого державного податку.
```
Під час проведення земельної реформи збанкрутувало місцеве колективне сільгосппідприємство «Маяк». Поля тепер обробляють ТОВ «Інвестагросервіс», ТОВ «Гарт», 6 фермерів, 71 одноосібник.
```

На даний час у селі функціонує навчально — виховний комплекс «загальноосвітній навчальний заклад І-ІІ ступенів — дошкільний навчальний заклад» с. Мощене, Будинок культури, бібліотека, відділення поштового зв'язку, ФАП, заклади торгівлі.

## Населення
Згідно з переписом УРСР 1989 року чисельність наявного населення села становила 903 особи, з яких 368 чоловіків та 535 жінок.
За переписом населення України 2001 року в селі мешкали 834 особи.

### Мова
Розподіл населення за рідною мовою за даними перепису 2001 року:
| Мова       | Відсоток |
| ---------- | -------- |
| українська | 98,32 %  |
| молдовська | 1,32 %   |
| російська  | 0,36 %   |

## Відомі люди
Уродженцями с. Мощене є генерал-майор І. С. Туловський, колишній начальник кафедри тактики артилерії ім. М. В. Фрунзе, кавалер ордена Леніна і трьох орденів Червоного Прапора, генерал-майор І. І. Радзієвський.
Ю.Ю Трохимчук, заслужений працівник культури З. С. Грицай.
Відомі люди Мощеного — генерал-майор І. С. Туловський, кавалер ордена Леніна і трьох орденів Червоного Прапора.
Інформацію про с. Мощене записала заступник директора НВК А.Карташова